# 하라다 마사토
하라다 마사토(일본어: 原田眞人, 1949년 7월 3일 ~ )는 일본의 영화 평론가, 영화 감독, 각본가이다. 시즈오카현 누마즈시 출신. 스카이호크(スカイホーク) 소속(업무제휴: 츠바사 프로젝트). 비에스 아사히 프로그램(ビーエス朝日番組審) 심의회 위원.

## 참여 작품

### 감독
- 바운스 (1997년 영화)
- 쥬바쿠
- 전염가
- 망량의 상자
- 클라이머즈 하이
- 카케코미 여자와 카케다시 남자
- 일본 패망 하루 전
- 세키가하라 대전투

### 배우
- 라스트 사무라이
- 무인 곽원갑